# Anthomyia vittiventris
Anthomyia vittiventris är en tvåvingeart som beskrevs av Ackland 1987. Anthomyia vittiventris ingår i släktet Anthomyia och familjen blomsterflugor. Inga underarter finns listade i Catalogue of Life.